# Kabinett Tõnisson III

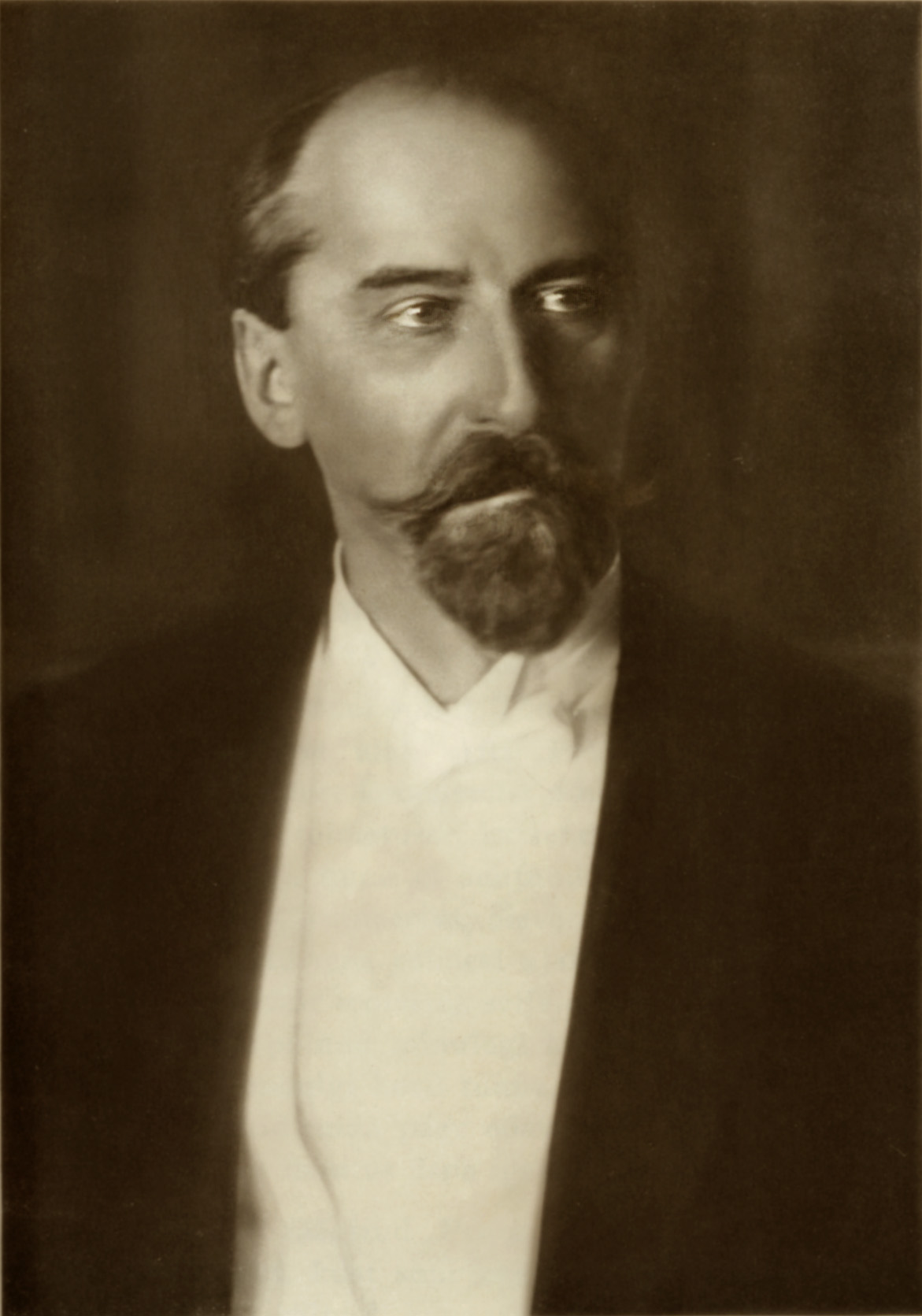
Jaan Tõnisson, hier in einer Aufnahme von 1928

Regierung der Republik Estland unter dem Staatsältesten Jaan Tõnisson (Kabinett Tõnisson III). Amtszeit: 9. Dezember 1927 bis 4. Dezember 1928.

## Regierung
Die Regierung Tõnisson war nach offizieller Zählung die 17. Regierung der Republik Estland seit Ausrufung der staatlichen Unabhängigkeit 1918. Sie blieb 362 Tage im Amt.
Die Vier-Parteien-Koalition bestand aus
- Eesti Rahvaerakond (Estnische Volkspartei, ER)
- Eesti Tööerakond (Estnische Arbeitspartei, ETE)
- Asunikud, riigirentnikud ja väikepõllupidajad (Partei der „Siedler, Staatspächter und Kleinbauern“, ARV)
- Põllumeeste Kogud (Bund der Landwirte, PK)

## Kabinett
| Ressort                        | Name                   | Amtszeit                | Partei    |
| ------------------------------ | ---------------------- | ----------------------- | --------- |
| Staatsältester                 | Jaan Tõnisson          | 09.12.1927 – 04.12.1928 | ER        |
| Außenminister                  | Hans Rebane            | 09.12.1927 – 04.12.1928 | PK        |
| Innenminister                  | Jaan Hünerson          | 09.12.1927 – 04.12.1928 | PK        |
| Landwirtschaftsminister        | Oskar Köster           | 09.12.1927 – 04.12.1928 | ARV       |
| Bildungsminister               | Alfred Julius Mõttus   | 09.12.1927 – 04.12.1928 | ETE       |
| Arbeits- und Sozialminister    | Karl-Johannes Soonberg | 09.12.1927 – 04.12.1928 | ARV       |
| Handels- und Industrieminister | Johan Holberg          | 09.12.1927 – 04.12.1928 | PK        |
| Gerichtsminister               | Tõnis Kalbus           | 09.12.1927 – 04.12.1928 | ETE       |
| Finanzminister                 | Anton Teetsov          | 09.12.1927 – 04.12.1928 | parteilos |
| Kriegsminister                 | Nikolai Reek           | 09.12.1927 – 04.12.1928 | parteilos |
| Verkehrsminister               | August Kerem           | 09.12.1927 – 04.12.1928 | ER        |